# Ringe des Saturn

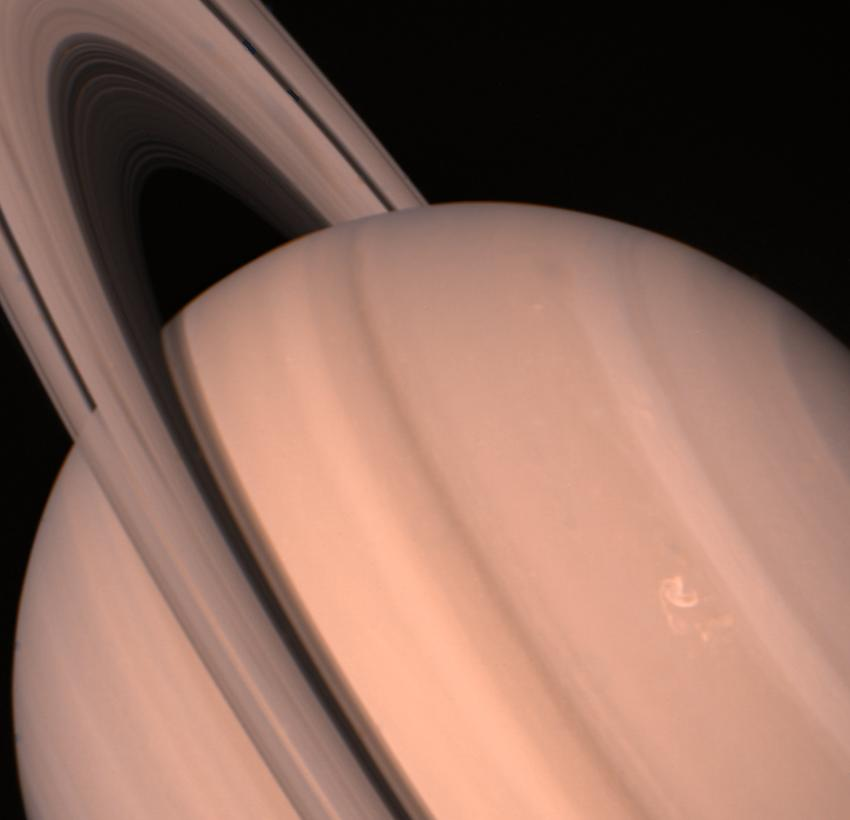
Saturn und seine Ringe (Voyager 2, 1981)

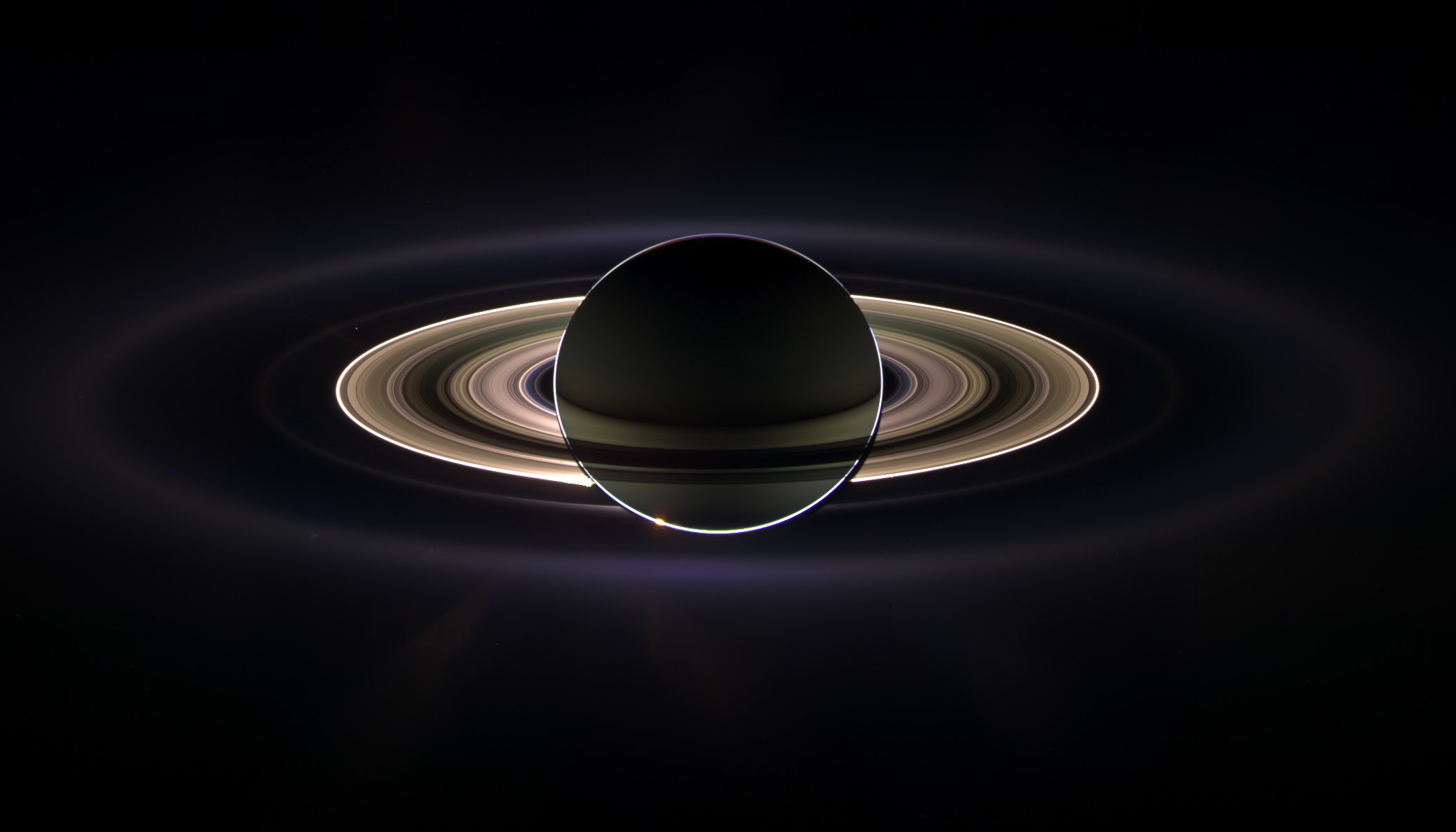
Saturn und seine Ringe gegen die Sonne aufgenommen (Cassini, 2006)
● D-Ring (bläulich, nahe Saturn)
● C-, B- und A-Ring (sehr gut sichtbar)
● F-Ring (schmaler, sehr heller Ring)
● Janus/Epimetheus-Ring (schmal, blass)
● G-Ring
● Pallene-Ring (blass, gut zu sehen ober- und unterhalb von Saturn)
● E-Ring

Als Ringe des Saturn (oder Saturnringe) wird das Ringsystem bezeichnet, das den Planeten Saturn umgibt. Es ist das auffälligste und charakteristische Merkmal des Planeten und durch ein Fernrohr ab etwa 40-facher Vergrößerung sichtbar. Die Ringe bestehen aus einer ungeheuren Anzahl einzelner kleiner Materialbrocken, die den Saturn umkreisen. Die Größe dieser Partikel, die im Wesentlichen aus Eis und Gestein bestehen, reicht von Staubteilchen bis zu einigen Metern. Aus der Ferne betrachtet erscheinen sie als geschlossener ringscheibenförmiger Körper.
Das Ringsystem wird von größeren und kleineren Lücken in konzentrische Einzelringe unterteilt. Die zwei hellsten Ringe (A- und B-Ring) wurden bereits mit den ersten Teleskopen im Jahr 1610 entdeckt, der innen anschließende, fast durchsichtige C- oder Florring  erst 1850. Die vier weiteren, sehr feinen und lichtschwachen Gebilde wurden erst durch drei Raumsonden zwischen 1979 und 1981 nachgewiesen.
Die Ringe sind mit einer Dicke zwischen 10 und 100 Metern bei einem Durchmesser von fast
einer Million Kilometern extrem dünn. Sie liegen genau in der Äquatorebene des Saturn und werfen einen sichtbaren Schatten auf ihn – wie auch umgekehrt der Saturn auf seine Ringe. Der Schattenwurf auf die Saturnoberfläche ist umso ausgeprägter, je mehr das dünne Ringsystem im Laufe eines Saturnjahres mit seiner schmalen „Kante“ gegenüber der Sonne geneigt ist.

## Entdeckung und Benennung

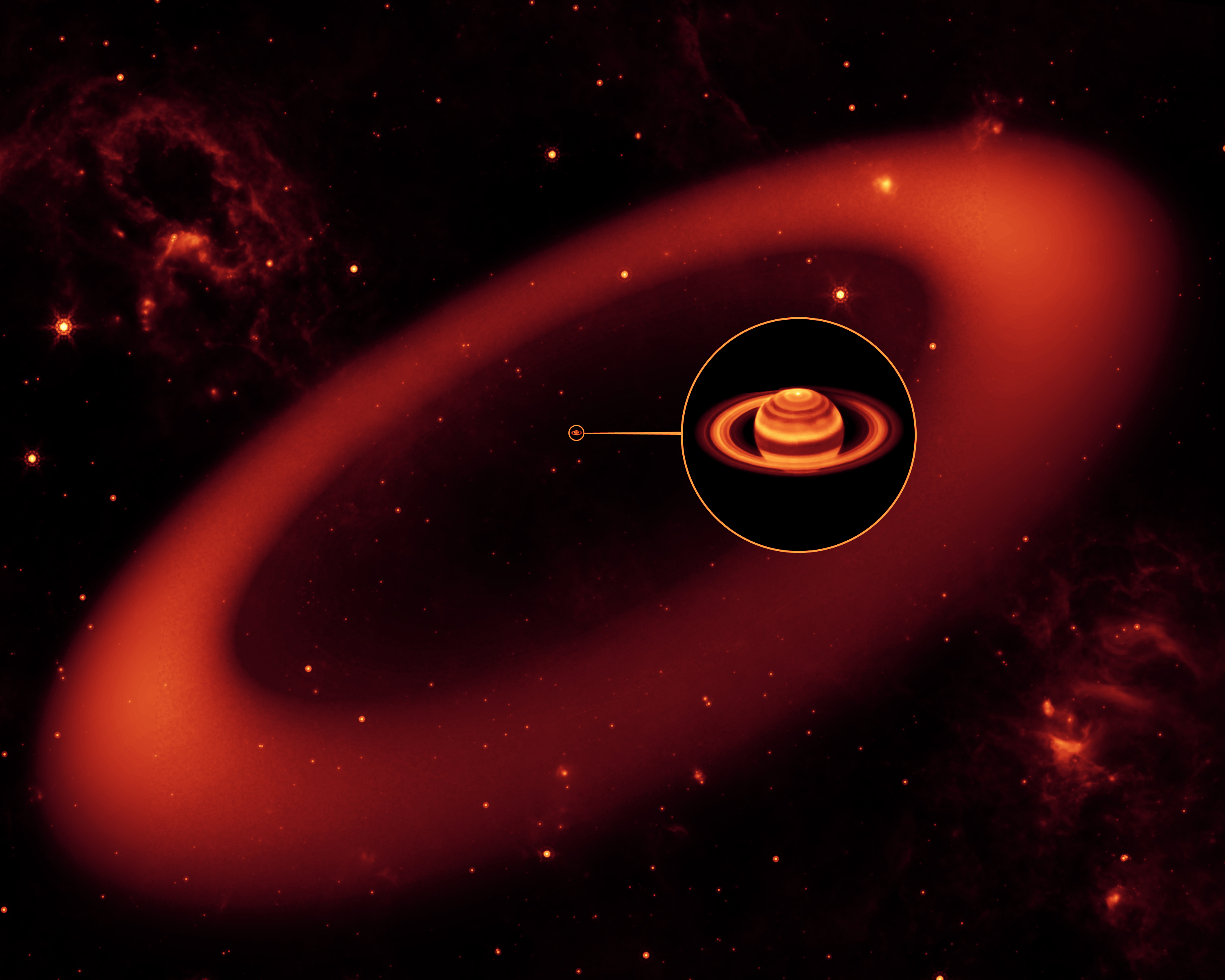
Phoebe-Ring (Künstlerische Darstellung)

Saturns Ringe sind entsprechend der Reihenfolge ihrer Entdeckung benannt und werden von innen nach außen als D-, C-, B-, A-, F-, G- und E-Ring bezeichnet. Insgesamt beträgt die Gesamtmasse aller Saturnringe 30 Billiarden Tonnen (3 · 1019 kg), das entspricht etwa der Masse eines Asteroiden von knapp 300 Kilometer Durchmesser. Auf astronomischen Übersichtsaufnahmen sind gewöhnlich nur der A- und der B-Ring und die sie trennende Cassini-Teilung, allenfalls noch die Encke-Teilung im A-Ring zu sehen. Letztere wurde erstmals am 7. Januar 1888 von James Edward Keeler am Lick-Observatorium beobachtet. Erst durch Raumsonden erkannte man, dass die Ringe wiederum Lücken aufweisen und sich in noch kleinere eng begrenzte Unterringe aufteilen.
Das Ringsystem an sich wurde im Juli 1610 von Galileo Galilei mit einem der ersten Teleskope entdeckt. Galilei erkannte die Ringe jedoch nicht als isolierte Objekte, sondern deutete sie als Henkel (ansae). Der holländische Astronom Christiaan Huygens beschrieb die Ringe 45 Jahre später korrekt:
„Der Saturn ist von einem dünnen, flachen Ring umgeben, der ihn nirgends berührt und der zur Ekliptik geneigt ist“.
Giovanni Domenico Cassini vermutete als erster, dass die Ringe aus einzelnen Partikeln bestehen, und entdeckte 1675 die markanteste Lücke im Ringsystem, die nach ihm benannte Cassinische Teilung, die den damalig bekannten Ring in einen helleren äußeren A-Ring und einen etwas dunkleren inneren B-Ring teilte.
Der nächstschwächere C-Ring wurde von George Phillips Bond am 15. November 1850 entdeckt.
Der blaue und noch schwächere innere D-Ring wurde 1969 von Pierre Guérin entdeckt; ein erster Verdacht stammt allerdings schon aus dem Jahr 1933 von N. P. Barabashov und B. Semejkin.
Der E-Ring (ursprünglich Exterior-Ring) wurde 1967 auf Aufnahmen aus dem Vorjahr durch Walter Feibelman entdeckt.
Der F-Ring wurde im September 1979 durch Pioneer 11 entdeckt.
Der G-Ring wurde im November 1980 durch Voyager 1 entdeckt.
Der Saturn-Orbiter Cassini hat am 17. September 2006 einen weiteren, schwachen Staubring entdeckt. Dieser Ring befindet sich außerhalb der hellen Hauptringe zwischen den schwachen Ringen F und G, im Bereich der Umlaufbahnen der kleinen Monde Janus und Epimetheus. Er besteht vermutlich aus Teilchen, die von diesen Satelliten aus bei Einschlägen von Meteoriten ins All geschleudert wurden.
Mit dem Spitzer-Weltraumteleskop wurde im Jahre 2009 ein wesentlich weiter außen liegender, vom Hauptringsystem unabhängiger Ring (besser Staubwolke) anhand seiner Infrarotstrahlung entdeckt. Visuell ist der Ring auf Grund seiner sehr geringen Materiedichte und der schwachen Reflexion des Sonnenlichts nicht zu erkennen. Der Ring erstreckt sich über einen Saturnabstand von 6 bis 12 Millionen Kilometer und ist etwa 2,5 Millionen Kilometer dick. Nach Angaben des JPL, das im Auftrag der NASA die Raumsonde Spitzer betreut, fände die Erde etwa eine Milliarde Mal Platz in dem Ring. Wäre er von der Erde aus sichtbar, würde er doppelt so groß wie der Vollmond erscheinen. Gegen das innere Ringsystem ist er um 27° geneigt. Es wird angenommen, dass der Ring aus Material des Mondes Phoebe stammt. Dieser dreht sich mit dem neu entdeckten Ringsystem, im Vergleich zu den bisher bekannten Ringen, in die entgegengesetzte Richtung um den Saturn.
Mit dem Weltraumteleskop WISE wurde 2015 festgestellt, dass sich der Ring in einer Entfernung von 6 bis 16 Millionen Kilometer von der Saturnoberfläche erstreckt. Er besteht hauptsächlich aus sehr kleinem, dunklen Staub, der extrem weiträumig verteilt ist.

## Struktur

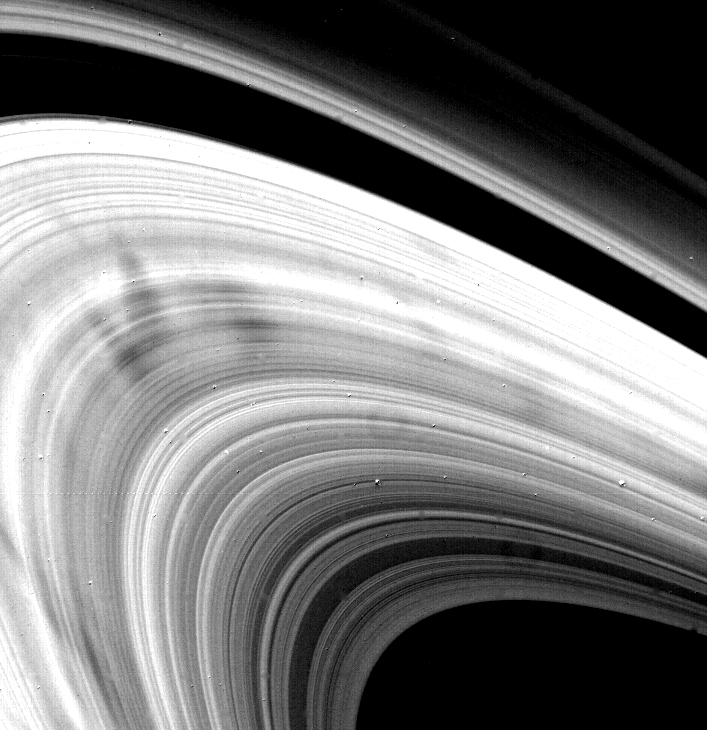
Speichenartige Strukturen (Voyager 2, 1981)

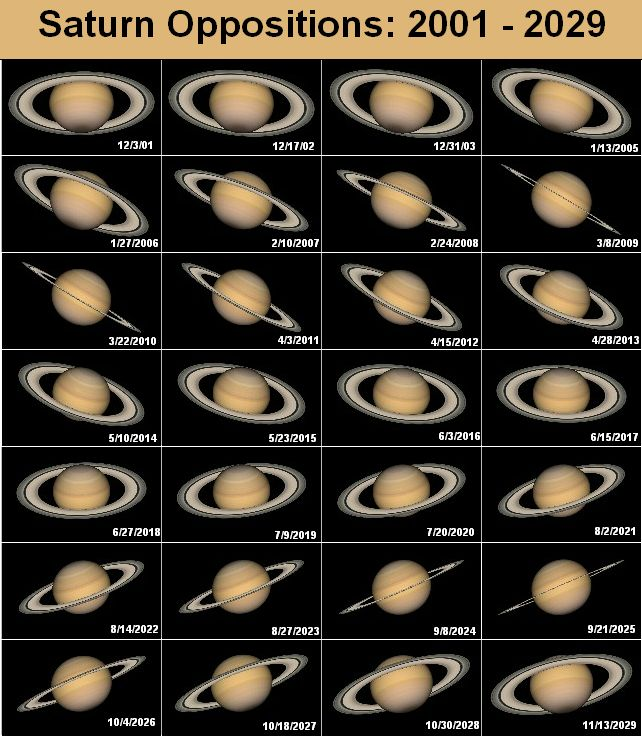
Änderung der Perspektive des Saturns mit seinen Ringen über das Saturnjahr (von der Erde aus gesehen)

Lange Zeit wurde über die Konsistenz und den Aggregatzustand der Ringe spekuliert. Im Jahre 1856 zeigte James Clerk Maxwell, dass stabile Ringe nur existieren können, wenn sie aus einer Vielzahl nicht zusammenhängender kleiner fester Körper bestehen.
Heute ist bekannt, dass das Hauptringsystem mehr als 100.000 einzelne Ringe mit unterschiedlichen Zusammensetzungen und Farbtönen beinhaltet, welche durch scharf umrissene Lücken voneinander abgegrenzt sind. Der innerste beginnt bereits etwa 7000 km über der Oberfläche des Saturn und hat einen Durchmesser von 134.000 km, der äußerste hat einen Durchmesser von 960.000 km.
Die Ringteilchen umkreisen den Saturn rechtläufig in dessen Äquatorebene; somit ist das Ringsystem ebenso wie die Äquatorebene um 26,73° gegen Saturns Bahnebene geneigt. Ungefähr jedes halbe Saturnjahr – genauer: abwechselnd jeweils nach 13,75 und 15,75 Jahren – passiert die Erde die Ringebene, so dass das Ringsystem nahezu unsichtbar wird. Die unterschiedlichen Zeiten beruhen darauf, dass der Saturn auf seiner elliptischen Bahn unterschiedlich schnell läuft, im Perihel mit 10,2 km/s und im Aphel mit 9,1 km/s. Am 10. August 2009 hat die Sonne von der südlichen in die nördliche Hemisphäre des Saturn gewechselt, am 6. Mai 2025 (nach 15,75 Jahren) wird sie dies in die umgekehrte Richtung tun. Die entsprechenden Daten für die Erde sind der 4. September 2009 bzw. der 23. März 2025. Zu diesen Zeiten ist der Ring, wenn überhaupt, dann nur als dünner Strich im Teleskop erkennbar.
Ein weiteres Phänomen sind radiale, speichenartige Strukturen, die sich von innen nach außen über die Ringe des Saturn erstrecken und hierbei enorme Ausmaße annehmen: Bei einer Breite von rund 100 km können sie bis zu 20.000 km lang werden. Diese Speichen wurden erstmals von der Sonde Voyager 2 bei ihrer Passage im Jahr 1981 entdeckt, später konnte die Beobachtung u. a. vom Weltraumteleskop Hubble bestätigt werden. Rätselhafterweise verschwanden diese Strukturen aber ab 1998 allmählich und konnten dann erst wieder ab September 2005 auf Aufnahmen der Raumsonde Cassini nachgewiesen werden. Als Ursache für die Streifenbildung wurde zunächst eine kurzlebige Wechselwirkung mit dem Magnetfeld des Saturn vermutet.
US-amerikanische Astronomen fanden 2006 jedoch eine andere Erklärung für das Rätsel um die Speichenstrukturen: Demnach bestehen die Speichen aus winzigen (wenige µm) geladenen Staubpartikeln, deren Flugbahn vom UV-Licht der Sonne so beeinflusst wird, dass die Partikel durch entstehende elektrostatische Kräfte in einen Schwebezustand (Levitation) gebracht und angehoben werden. Je nach Position des Saturn auf seiner Umlaufbahn ändert sich der Winkel zwischen den Saturnringen und der Sonne und somit auch der Einfallswinkel des ultravioletten Lichts. Die dunklen Streifen entstehen in periodischen Abständen immer dann, wenn die Sonne in der Ringebene des Saturn steht, und bestehen dann für etwa 8 Jahre. Eine streifenlose Phase hält dagegen 6 bis 7 Jahre lang an. Der Grund für die elektrostatische Aufladung der Ringe wird kontrovers diskutiert. Eine Erklärung ist, dass Blitze in der oberen Atmosphäre des Saturn auftreten, welche durch komplexe Vorgänge Elektronenstrahlen erzeugen, die die Ringe treffen.

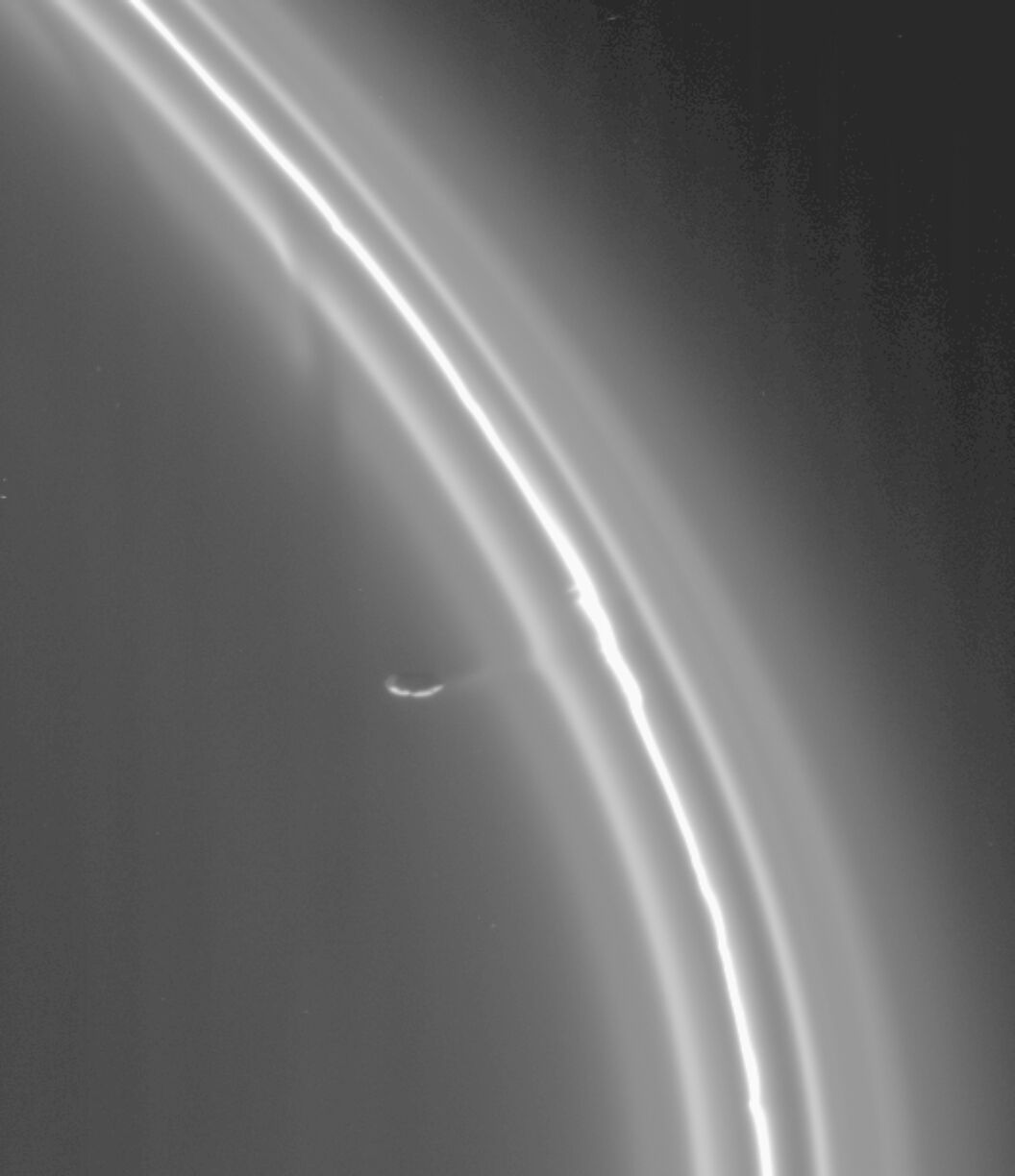
Hirtenmond Prometheus stabilisiert den F-Ring (Cassini, 29. Oktober 2004)

## Dynamik
Die Lücken zwischen den Ringen beruhen auf der gravitativen Wechselwirkung mit den zahlreichen Monden des Saturn sowie der Ringe untereinander. Dabei spielen auch Resonanzphänomene eine Rolle, die auftreten, wenn die Umlaufszeiten im Verhältnis kleiner ganzer Zahlen stehen. So wird die Cassinische Teilung durch den Mond Mimas verursacht. Einige kleinere Monde, so genannte Hirten- oder auch Schäfermonde, kreisen direkt in den Lücken und an den Rändern des Ringsystems und stabilisieren dessen Struktur. Neue Messungen und Aufnahmen der Raumsonde Cassini haben ergeben, dass die Ringkanten und damit die Abtrennung der Ringe noch schärfer sind als bisher angenommen. So hatte man vermutet, dass sich in den Lücken ebenfalls einige Eisbrocken befinden, was aber nicht der Fall ist.

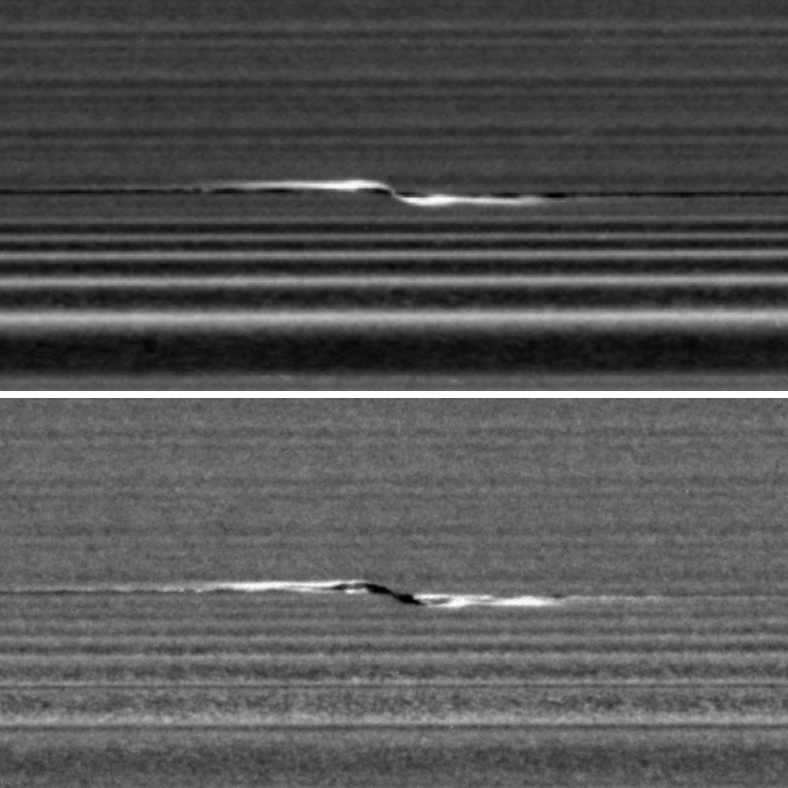
Aufnahmen des Propellers Santos Dumont

Größere Ringkörper, sogenannte Moonlets (engl., Möndchen), können durch gravitative Wechselwirkung in ihrer Umgebung langgezogene Strukturen erzeugen, die in der Fachliteratur als Propeller bezeichnet werden. Durch die unterschiedlichen Relativgeschwindigkeiten überholen weiter außerhalb kreisende Partikel das Moonlet, Teilchen innerhalb seiner Bahn kommen ihm entgegen. Die Ringmaterie wird also durch den größeren Körper in unterschiedliche Richtungen gravitativ gestreut und es entsteht die bezeichnende Gestalt. Während der Cassini-Mission konnten zahlreiche solcher Strukturen beobachtet werden, während die zugehörigen Moonlets zum Teil jenseits des optischen Auflösungsvermögens der Instrumente lagen. Prominente Moonlets bzw. die zugehörigen Propeller werden in der Fachliteratur mit den Namen von Luftfahrtpionieren bezeichnet, so beispielsweise Earhart (nach Amelia Earhart) oder Santos-Dumont (nach  Alberto Santos Dumont).
Die extrem geringe Dicke des Ringsystems geht auf Stöße der Partikel zurück. Jeder Brocken kreist einzeln um den Mittelpunkt des Saturns, und nicht die Ringe als starres Gebilde. Daher pendelt jeder Brocken, der sich irgendwann an der Oberfläche des Ringsystems befindet, während eines Umlaufs einmal vertikal durch das Ringsystem hindurch und wieder zurück. Durch inelastische Stöße mit anderen Brocken reduziert sich diese vertikale Geschwindigkeitskomponente und damit auch die Dicke des Ringsystems.

## Entstehung
Zur Entstehung der Saturnringe gibt es verschiedene Theorien. Nach der von Édouard Albert Roche bereits im 19. Jahrhundert vorgeschlagenen Theorie entstanden die Ringe durch einen Mond, der sich dem Saturn so weit genähert hat, dass er durch Gezeitenkräfte auseinandergebrochen ist. Der kritische Abstand wird als Roche-Grenze bezeichnet. Die räumliche Variation der Anziehungskräfte durch den Saturn übersteigt in diesem Fall die mondinternen Gravitationskräfte, so dass der Mond nur noch durch seine materielle Struktur zusammengehalten wird. Nach einer Abwandlung dieser Theorie zerbrach der Mond durch eine Kollision mit einem Kometen oder Asteroiden.
Nach einer anderen Theorie sind die Ringe gemeinsam mit dem Saturn selbst aus derselben Materiewolke entstanden. Diese Theorie wurde bis kürzlich kaum mehr vertreten, denn man vermutete, dass die Ringe ein nach astronomischen Maßstäben eher kurzlebiges Phänomen von höchstens einigen hundert Millionen Jahren darstellen.

## Radien und Umlaufzeiten der Saturnringe und beteiligter Monde

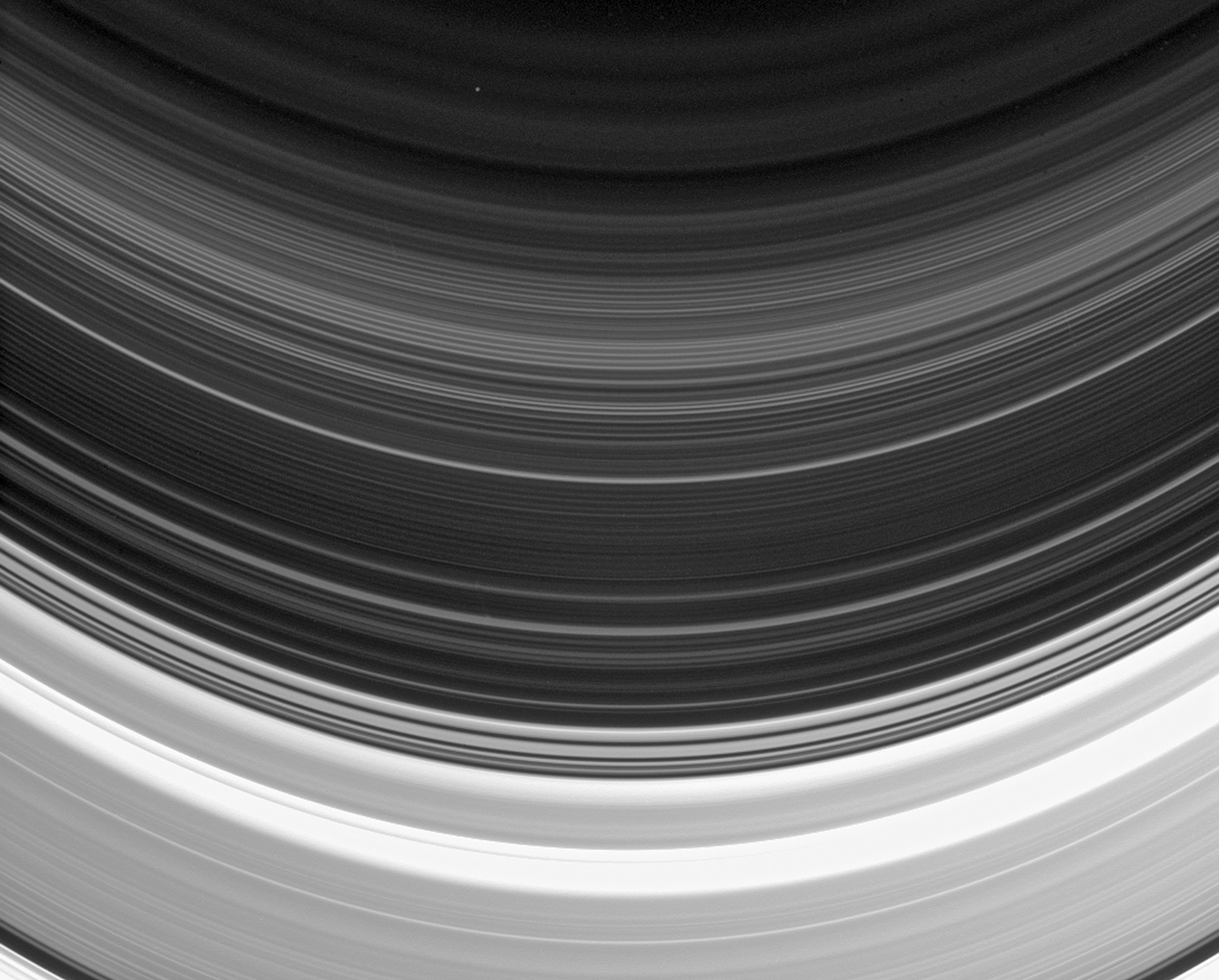
Struktur des D-Ringes und des beginnenden C-Ringes (unterer Bildbereich), in den unteren Ecken ist die Colombo-Teilung zu sehen (Cassini, 2015, stark aufgehellt)
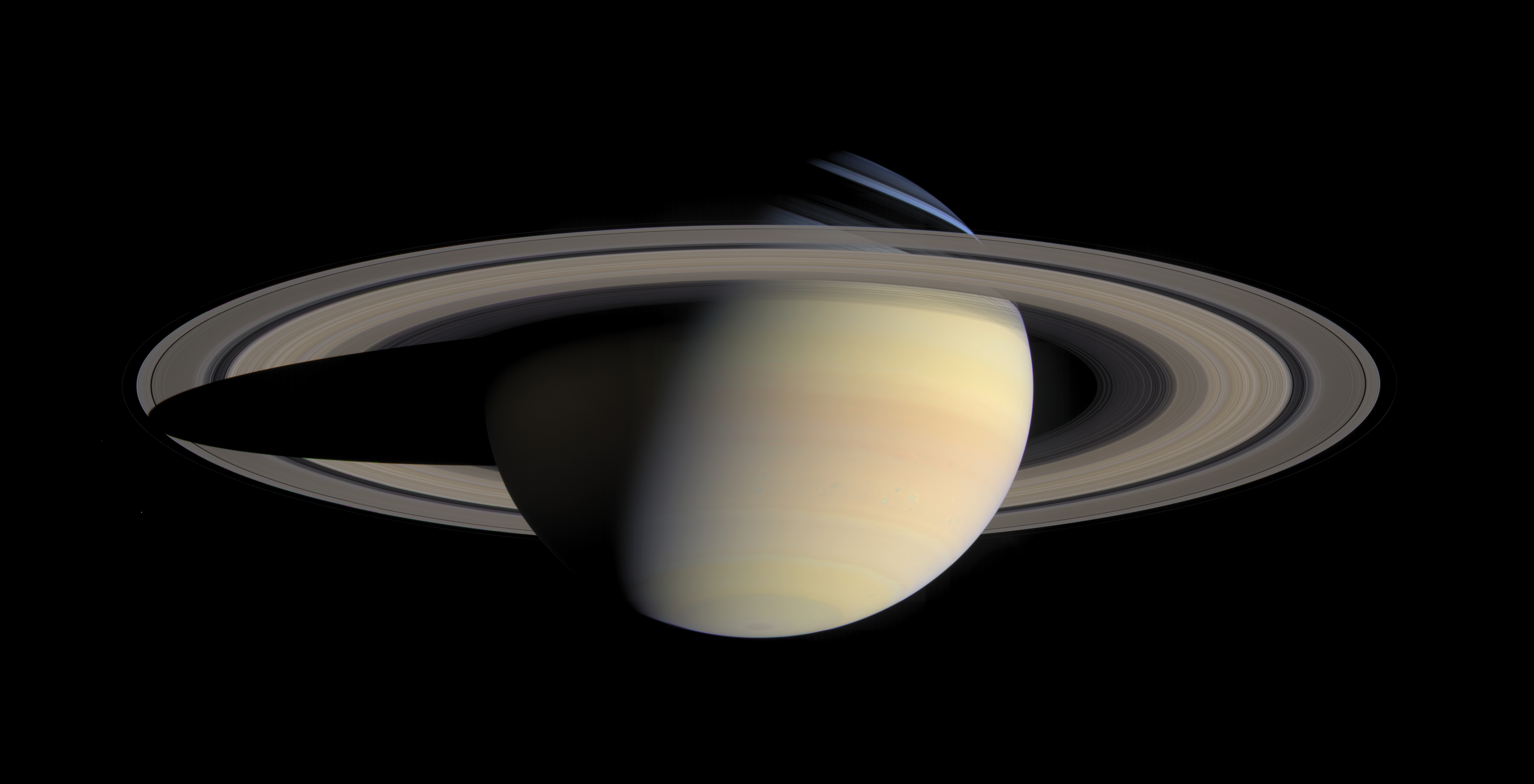
Saturn und Ringe mit gegenseitigem Schattenwurf (Cassini, 2004)
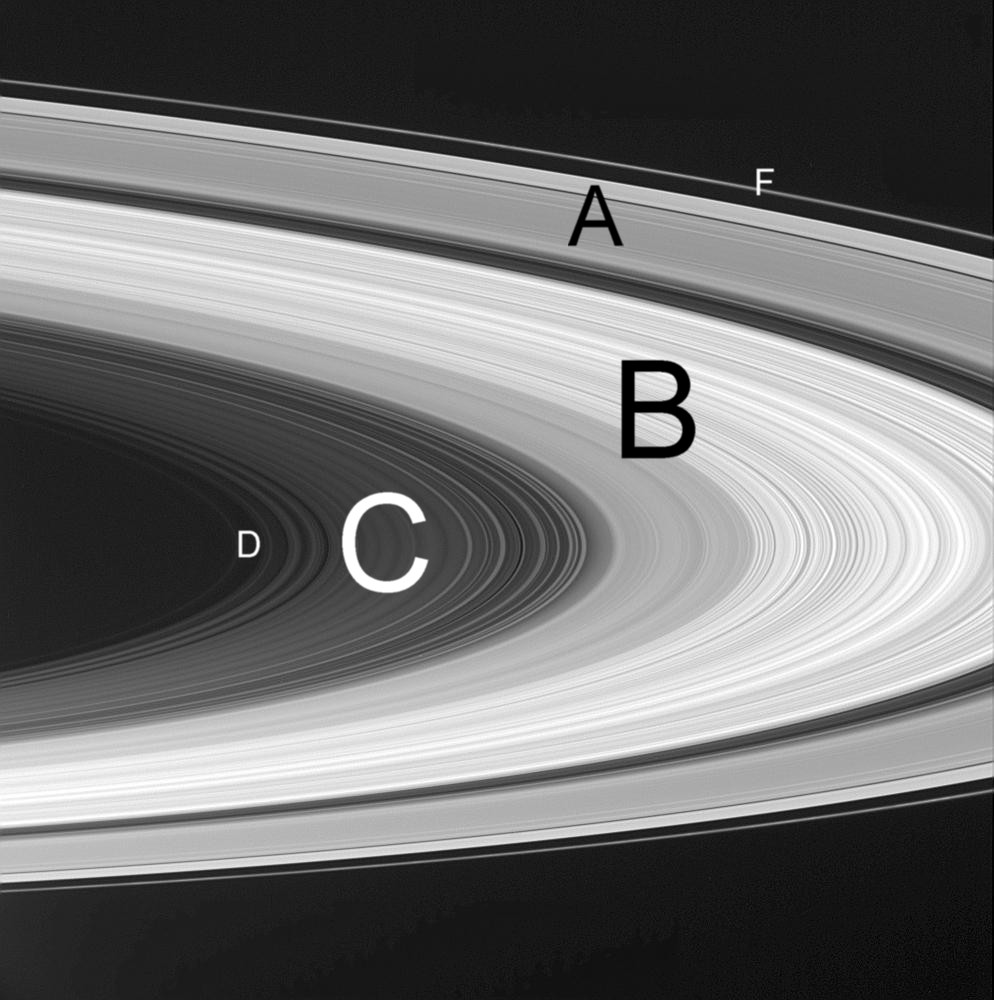
Saturns Ringe: Die Hauptringe A bis D und F sind gekennzeichnet (Cassini-Huygens, 2004)

| Objekt                                                                           | Bahnradius (Größe) (km) | Umlaufzeit | Bild                                                                   |
| -------------------------------------------------------------------------------- | ----------------------- | ---------- | ---------------------------------------------------------------------- |
| Saturnoberfläche                                                                 | 060.250                 | 010,55 h   | Saturn-Oberfläche                                                      |
|                                                                                  |                         |            |                                                                        |
| D-Ring und beginnender C-Ring (rechtes Viertel) des Saturn (100 km ~ 16,5 Pixel) |                         |            |                                                                        |
| D-Ring (innen)                                                                   | 066.900                 | 04,90 h    | Innerer Teil des D-Ringes                                              |
| D-Ring (außen)                                                                   | 074.510                 | 05,76 h    | Äußerer Teil des D-Ringes                                              |
|                                                                                  |                         |            |                                                                        |
| C-Ring des Saturn (100 km ~ 16,5 Pixel)                                          |                         |            |                                                                        |
| C-Ring (innen)                                                                   | 074.658                 | 05,78 h    | Innerer Teil des C-Ringes                                              |
| Colombo-Teilung                                                                  | 077.870 0(150)          | 06,16 h    | Colombo-Teilung und Titan-Ringbogen                                    |
| Titan-Ringbogen                                                                  | 077.870 0(25)           | 06,16 h    | Colombo-Teilung und Titan-Ringbogen                                    |
| Maxwell-Teilung                                                                  | 087.491 0(270)          | 07,33 h    | Maxwell-Teilung und -Ringbogen                                         |
| Maxwell-Ringbogen                                                                | 087.491 0(64)           | 07,33 h    | Maxwell-Teilung und -Ringbogen                                         |
| Bond-Teilung                                                                     | 088.700 0(30)           | 07,49 h    | Bond-Teilung und 1.470RS-Ringbogen                                     |
| 1.470RS-Ringbogen                                                                | 088.716 0(16)           | 07,49 h    | Bond-Teilung und 1.470RS-Ringbogen                                     |
| 1.495RS-Ringbogen                                                                | 090.171 0(62)           | 07,67 h    | 1.495RS-Ringbogen und Dawes-Teilung                                    |
| Dawes-Teilung                                                                    | 090.210 0(20)           | 07,68 h    | 1.495RS-Ringbogen und Dawes-Teilung                                    |
| C-Ring (außen)                                                                   | 092.000                 | 07,91 h    | Äußerer Teil des C-Ringes                                              |
|                                                                                  |                         |            |                                                                        |
| B-Ring des Saturn (100 km ~ 16 Pixel)                                            |                         |            |                                                                        |
| B-Ring (innen)                                                                   | 092.000                 | 07,91 h    | Innerer Teil des B-Ringes                                              |
| 🌑 S/2009 S 1 (0,3)                                                              | 117.100                 | 011,36 h   | S/2009 S 1                                                             |
| B-Ring (außen)                                                                   | 117.580                 | 011,43 h   | Äußerer Teil des B-Ringes                                              |
|                                                                                  |                         |            |                                                                        |
| Cassinische Teilung des Saturn (100 km ~ 16 Pixel)                               |                         |            |                                                                        |
| Cassinische Teilung (innen)                                                      | 117.580                 | 011,43 h   | Innerer Teil der Cassinische Teilung/Huygens-Teilung/Huygens-Ringbogen |
| Huygens-Teilung                                                                  | 117.680 0(285-400)      | 011,44 h   | Innerer Teil der Cassinische Teilung/Huygens-Teilung/Huygens-Ringbogen |
| Huygens-Ringbogen                                                                | 117.848 0(17)           | 011,47 h   | Innerer Teil der Cassinische Teilung/Huygens-Teilung/Huygens-Ringbogen |
| Herschel-Teilung                                                                 | 118.234 0(102)          | 011,52 h   | Herschel-Teilung                                                       |
| Russell-Teilung                                                                  | 118.614 0(33)           | 011,58 h   | Russell-Teilung                                                        |
| Jeffreys-Teilung                                                                 | 118.950 0(38)           | 011,63 h   | Jeffreys-Teilung                                                       |
| Kuiper-Teilung                                                                   | 119.405 0(3)            | 011,69 h   | Kuiper-Teilung                                                         |
| Laplace-Teilung                                                                  | 119.967 0(238)          | 011,78 h   | Laplace-Teilung                                                        |
| Bessel-Teilung                                                                   | 120.241 0(10)           | 011,82 h   | Bessel- und Bernard-Teilung                                            |
| Barnard-Teilung                                                                  | 120.312 0(13)           | 011,83 h   | Bessel- und Bernard-Teilung                                            |
| Cassinische Teilung (außen)                                                      | 122.170                 | 012,10 h   | Äußerer Teil der Cassinischen Teilung                                  |
|                                                                                  |                         |            |                                                                        |
| A-Ring des Saturn (100 km ~ 15 Pixel)                                            |                         |            |                                                                        |
| A-Ring (innen)                                                                   | 122.170                 | 012,10 h   | Innerer Teil des A-Ringes                                              |
| Encke-Teilung                                                                    | 133.589 0(325)          | 013,84 h   | Encke-Teilung                                                          |
| 🌑 Pan (28)                                                                      | 133.584                 | 013,84 h   | Pan                                                                    |
| 🌑 Daphnis (8)                                                                   | 136.500                 | 014,29 h   | Daphnis                                                                |
| Keeler-Teilung                                                                   | 136.505 0(35)           | 014,29 h   | Keeler-Teilung und äußerer Teil des A-Ringes                           |
| A-Ring (außen)                                                                   | 136.775                 | 014,34 h   | Keeler-Teilung und äußerer Teil des A-Ringes                           |
|                                                                                  |                         |            |                                                                        |
| Roche-Teilung des Saturn (100 km ~ 16 Pixel)                                     |                         |            |                                                                        |
| Roche-Teilung (innen)                                                            | 136.775                 | 014,34 h   | Innerer Teil der Roche-Teilung                                         |
| 🌑 Atlas (31)                                                                    | 137.700                 | 014,48 h   | Atlas                                                                  |
| Roche-Teilung (außen)                                                            | 139.380                 | 014,75 h   | Äußerer Teil der Roche-Teilung                                         |
|                                                                                  |                         |            |                                                                        |
| F-Ring des Saturn (100 km ~ 17 Pixel)                                            |                         |            |                                                                        |
| 🌑 Prometheus (86)                                                               | 139.400                 | 014,75 h   | Prometheus                                                             |
| F-Ring (innen)                                                                   | 140.180                 | 014,87 h   | F-Ring                                                                 |
| F-Ring (außen)                                                                   | 140.180                 | 014,87 h   | F-Ring                                                                 |
| 🌑 Pandora (81)                                                                  | 141.700                 | 015,12 h   | Pandora                                                                |
|                                                                                  |                         |            |                                                                        |
| Janus/Ephimetheus-Ring (innere Hälfte, 100 km ~ 17 Pixel)                        |                         |            |                                                                        |
| Janus/Epimetheus-Ring (innen)                                                    | 149.000                 | 016,30 h   | ???                                                                    |
| 🌑 Epimetheus (113)                                                              | 151.410                 | 016,6640 h | Epimetheus                                                             |
| 🌑 Janus (178)                                                                   | 151.410                 | 016,6640 h | Janus                                                                  |
| Janus/Epimetheus-Ring (außen)                                                    | 154.000                 | 017,13 h   | ???                                                                    |
|                                                                                  |                         |            |                                                                        |
| G-Ring                                                                           |                         |            |                                                                        |
| G-Ring (innen)                                                                   | 166.000                 | 019,17 h   | ???                                                                    |
| 🌑 Aegaeon (0,6)                                                                 | 167.500                 | 019,43 h   | Aigaion                                                                |
| G-Ring (außen)                                                                   | 175.000                 | 020,75 h   | ???                                                                    |
|                                                                                  |                         |            |                                                                        |
| E-Ring                                                                           |                         |            |                                                                        |
| E-Ring (innen)                                                                   | 180.000                 | 021,64 h   | E-Ring                                                                 |
| 🌑 Mimas (397)                                                                   | 185.600                 | 022,66 h   | Mimas                                                                  |
|                                                                                  |                         |            |                                                                        |
| 🌑 Methone (3)                                                                   | 194.000                 | 024,22 h   | Methone                                                                |
| Methone-Ringbogen                                                                | 194.230                 | 024,26 h   | Methone-Ringbogen                                                      |
| Anthe-Ringbogen                                                                  | 197.665                 | 024,91 h   | Anthe-Ringbogen                                                        |
| 🌑 Anthe (2)                                                                     | 197.700                 | 024,91 h   | Anthe                                                                  |
| Pallene-Ring (innen)                                                             | 211.000                 | 027,5 h    | ???                                                                    |
| 🌑 Pallene (5)                                                                   | 212.280                 | 027,7193 h | Pallene                                                                |
| Pallene-Ring (außen)                                                             | 213.500                 | 028,0 h    | ???                                                                    |
|                                                                                  |                         |            |                                                                        |
| 🌑 Enceladus (504)                                                               | 238.040                 | 032,8852 h | Enceladus                                                              |
| 🌑 Tethys (1062)                                                                 | 294.619                 | 045,3072 h | Tethys                                                                 |
| 🌑 Telesto (25)                                                                  | 294.619                 | 045,3072 h | Telesto                                                                |
| 🌑 Calypso (21)                                                                  | 294.619                 | 045,3072 h | Calypso                                                                |
| 🌑 Dione (1123)                                                                  | 377.420                 | 065,688 h  | Dione                                                                  |
| 🌑 Helene (35)                                                                   | 377.420                 | 065,688 h  | Helene                                                                 |
| 🌑 Polydeuces (2,5)                                                              | 377.420                 | 065,688 h  | Polydeuces                                                             |
| E-Ring (außen)                                                                   | 480.000                 | 094 h      | E-Ring                                                                 |
|                                                                                  |                         |            |                                                                        |
| 🌑 Rhea (1529)                                                                   | 527.040                 | 108,4386 h | Rhea                                                                   |
|                                                                                  |                         |            |                                                                        |
| Phoebe-Ring (1 Mio. km ~ 20 Pixel)                                               |                         |            |                                                                        |
| 🌑 Iapetus (1436)                                                                | 03,5608 Mio.            | 079,33 d   | Iapetus                                                                |
| Phoebe-Ring (innen)                                                              | 04 Mio.                 | 095 d      | Phoebe-Ring                                                            |
| 🌑 Phoebe (213)                                                                  | 12,952 Mio.             | 550,479 d  | Phoebe                                                                 |
| Phoebe-Ring (außen)                                                              | 13 Mio.                 | 550 d      | Phoebe-Ring                                                            |

## Weitere Ring- und Scheibenphänomene in der Astronomie
Deutlich schwächere Ringe finden sich auch bei Jupiter, Uranus und Neptun, den anderen großen Gasplaneten des Sonnensystems. Darüber hinaus sind kreisende Scheiben in der Astronomie ein häufiges Phänomen, das in sehr verschiedenen Größenordnungen auftritt. Neben Planetenringen zählen dazu Akkretionsscheiben, zirkumstellare Scheiben wie beispielsweise der Asteroidengürtel, sowie im noch größeren Maßstab die Spiralgalaxien. Auch hier gilt, dass die Dicke dieser Scheiben durch die Häufigkeit inelastischer Stöße ihrer Komponenten bestimmt wird.